# Johay White
Johay Alexandre White Wright (Turrialba, 14 de mayo de 1992) es un futbolista costarricense que juega como delantero y actualmente se encuentra sin equipo debido a la desaparición de CD Barrio México

## Clubes
| Club             | País       | Año               |
| ---------------- | ---------- | ----------------- |
| CD Barrio México | Costa Rica | 2010 - 2011       |
| Limón FC         | Costa Rica | 2012 - Actualidad |